# Viață particulară
Viață particulară (în franceză Vie privée) este un film dramatic de dragoste francez din 1962, regizat de Louis Malle și cu Brigitte Bardot în rol principal.

## Distribuție
- Brigitte Bardot — Jill
- Marcello Mastroianni — Fabio Rinaldi
- Nicolas Bataille — Edmond
- Jaqueline Doyen — Juliette
- Eléonore Hirt — Cécile
- Ursula Kubler — Carla
- Gregor von Rezzori — Gricha
- Dirk Sanders — Dick
- Paul Sorèze — Maxime
- Gloria France — Anna
- Isarco Ravaioli
- Antoine Roblot — Alain, un fotograf
- Simonetta Simeoni